# 花嫁は厄年ッ!
『花嫁は厄年ッ!』（はなよめはやくどしッ）は、2006年7月6日から9月21日まで毎週木曜日22:00 - 22:54に、TBS系「木曜10時」枠で放送されたテレビドラマ。主演は篠原涼子。

## あらすじ
首都テレビに勤める女性アナウンサーの竹富明子は、自身のニュース番組を新人アナウンサーに奪われ番組も降ろされ、バラエティー番組の「農家の嫁・奮闘記」という企画の体験取材を命じられてしまう。そこで明子は合コンで偶然再会した元彼で、大手下着メーカーに勤務する安土一郎の実家である福島の桃農家を頼り、元彼の実家で嫁を装い潜入取材を行うことになる。

## キャスト

### 主要人物
竹富 明子（たけとみ あきこ）〈32〉
演 - 篠原涼子
本作の主人公。首都テレビの報道アナウンサーだったが、厄年のためかニュース番組を降板させられ、突然バラエティー番組の企画により元彼・安土一郎の実家である福島県の桃農家で一郎の嫁を装い潜入取材をすることになった。後に本当に一郎と結婚をして安土家の一員となる。
安土 一郎（あづち いちろう）〈32〉
演 - 矢部浩之（ナインティナイン）（小学生時代：難波勇矢）
大手下着メーカー・ホワイトランジェリー勤務で、明子の大学時代の元彼。実家は福島の桃農家。現在の勤務先は東京であるが、ホワイトランジェリーの本社が関西だったため普段から関西弁を話すようになった。明子の頼みを引き受け花嫁修業の取材に協力する。実家とは絶縁状態で12年も帰っていなかったが、第10話で絶縁する理由となった出来事について一郎の勘違いであったことが判明し、母・幸恵と和解した。明子と結婚後は週末のみ福島へ帰り、単身赴任で東京での生活を3年続けたが、後にホワイトランジェリーを退職し、安土農園を引き継いだ。
安土 幸恵（あづち ゆきえ）〈59〉
演 - 岩下志麻
一郎の母。安土家の当主で、「安土農園」を経営している。厳格者で嘘つきは大嫌い。一郎曰く「泣きたいくらい正直な人」。明子を一人前の桃農家の嫁に育て上げようとしている。口癖は「聞くの?」。一郎とは絶縁状態にあったが、第10話で一郎の勘違いであったことが判明し、和解する。また、一郎と明子の結婚式当日に過労で倒れてしまったが、3年後には一郎と明子に子宝が出来ないため言葉の鞭を入れている。

### 安土家
安土 次郎（あづち じろう）〈22〉
演 - 小山慶一郎（NEWS）
一郎の弟で、東京へ行くことが夢である。5話で東京へ上京したが、一郎との勝負に負けて結局福島へ戻った。桃農家の息子なのに桃アレルギーであったがのちに克服した。
片桐 桃子（旧姓：安土）（かたぎり ももこ）〈28〉
演 - 佐藤仁美
一郎の妹で夫と別居中。作り話が得意。息子が一人いる。明子のおかげで夫と復縁する。
安土 香里（あづち かおり）〈32〉
演 - 小沢真珠
一郎の従姉妹。腫れぼったい目をしており、派手な印象。「歩く火曜サスペンス」と言われており、安土農園を乗っ取ろうとしている。偶然明子が偽嫁だということを知ってしまう。また、福島弁で話していたが第10話で一郎に一喝されてから標準語で話すようになった。最終話で直樹と結婚し、娘を授かっている。
安土 文代（あづち ふみよ）〈57〉
演 - 銀粉蝶
一郎の叔母で孝二の妻。香里の母。おせっかい好き。
安土 孝二（あづち こうじ）〈62〉
演 - 笹野高史
一郎の叔父で義一の弟。文代の夫で香里の父。ストレス発散にトランペットで「聖者の行進」を吹くのが趣味。重度の腰痛持ち。
片桐（かたぎり）
演 - 蛭子能収
明子が東京と福島を往復するときに使う新幹線の乗客。明子の隣席かその近くに必ず座っている。後に桃子の夫であることが判明した。
安土 義一（あづち ぎいち）〈52歳没〉
演 - 綾田俊樹
一郎の父で幸恵の夫。12年前に病気で亡くなっている。52歳没。幸恵が死に間際に義一に「いまひとつの人でした。」という言葉に一郎は激怒し家を飛び出した。この後にも続きがあったようであるが、この言葉が一郎と幸恵の断絶の原因となる。後に一郎の勘違いだったことがわかる。

### 首都テレビ
高橋 浩（たかはし ひろし）〈46〉
演 - 宇梶剛士
首都テレビ製作部・バラエティ担当プロデューサーで、明子に農家の嫁体験を提案した張本人。一郎を除いた安土家の人々には「明子の兄」と伝えている。
唐木 奈々（からき なな）〈23〉
演 - 工藤里紗
明子の後輩アナウンサー。明子の後任のニュースキャスターに起用される。登場するたびに明子に対して嫌味を言うブリッコキャラ。
佐久間 富吉（さくま とみよし）〈25〉
演 - 澤田俊輔
高橋の番組を担当しているAD。名前は「トミヨシ」だが、高橋から「トミキチ」と呼ばれている。

### ホワイトランジェリー
東海林 潤（しょうじ じゅん）〈27〉
演 - 平山広行
一郎の後輩社員で、明子と一郎が再び出会うことになるきっかけを作った。
若井 玲奈（わかい れいな）〈27〉
演 - 黒瀬友美
一郎の後輩OL。
鈴木 さやか（すずき さやか）〈23〉
演 - 藤岡麻美
一郎の後輩OL。
田山 千佳（たやま ちか）〈22〉
演 - はるの
一郎の後輩OL。

### その他の関係者
本村 希美（もとむら のぞみ）〈32〉
演 - 松嶋尚美（当時オセロ）
明子の親友でマンションの隣の部屋に住んでいる。大阪出身。
大石 直樹（おおいし なおき）〈29〉
演 - 川端竜太
香里が付き合っている年下の彼氏。最終話で香里と結婚し、娘を授かる。
農園労働者
演 - 真山惠衣、河原田ヤスケ、斉藤弘勝
安土農園に勤務する従業員。演じる真山、河原田、斉藤はいずれも福島県出身である。

### ゲスト
第1話
稲葉 徹（いなば とおる）〈32〉
演 - 沢村一樹（第3話）
明子の彼氏。ニュース番組を降板させられた夜、別れを告げる。
アナウンサー部長
演 - 剛たつひと（第9話、第11話）
明子の上司。明子より唐木奈々に贔屓している。
合コンメンバー
演 - 長塚全
明子と一郎が再会する合コンに参加したメンバー。一郎の隣。
三浦大輔（みうら だいすけ）
演 - 本人
第4話
池内 美乃（いけうち よしの）
演 - 映美くらら
一郎に対する嫉妬から「妊娠12週で、お腹にいる子供は一郎の子供」と主張する。
第7話
竹富 耕作（たけとみ こうさく）
演 - 鶴田忍
明子の父。海外に住んでいる。頑固者。
第8話
片桐 てつや（かたぎり てつや）
演 - ささの貴斗
桃子の息子。桃子から「てっちゃん」と呼ばれている。桃子のことを母親だと思っていないが、明子に説教されて心を開く。
第9話
お天気キャスター
演 - 根本美緒
アナウンサー室のテレビ内で台風情報を伝える。
第11話
看護師
演 - 唐木ちえみ（最終話）
ふくしま桃山総合病院で幸恵の世話をする。
フロア案内係
演 - 鈴木あきえ
ふくしま桃山総合病院の受付嬢。
最終話
ナレーター
演 - 荒川美奈子
テレビ番組『突撃体験バラエティ!! 嫁入り大使』の声。
大石 ももえ（おおいし ももえ）
演 - 松本春姫
直樹・香里の娘。

## スタッフ
- 企画原案 - 青月ぱそる『奥さまは毒舌』（祥伝社刊）
- 脚本監修 - 秦建日子
- 脚本 - 秦建日子、川嶋澄乃、栗本志津香、白石まみ、松田知子、酒井雅秋
- 演出 - 池添博、谷川功、秦建日子、森雅弘、山田勇人
- 音楽 - SUEMITSU & THE SUEMITH
- 主題歌 - SUEMITSU & THE SUEMITH「Astaire」（キューンレコード）
- 挿入歌
  - Flavor.G「(It's My) Summer Of Delight」（キューンレコード）
  - SUEMITSU & THE SUEMITH「Astaire (Astaire Is Runaway)」（キューンレコード）
- プロデューサー - 志村彰、三田真奈美
- 製作 - TBS、The icon

## 放送日程
| 各話                                                           | 放送日        | サブタイトル                          | 脚本                | 演出            | 視聴率 |
| -------------------------------------------------------------- | ------------- | ------------------------------------- | ------------------- | --------------- | ------ |
| 第1話                                                          | 2006年7月06日 | 大災難は32歳にやって来た!!            | 秦建日子            | 池添博          | 13.2%  |
| 第2話                                                          | 2006年7月13日 | 桃畑は地獄だった                      | 秦建日子            | 池添博          | 12.8%  |
| 第3話                                                          | 2006年7月20日 | 法事は覚悟しいや                      | 川嶋澄乃 栗本志津香 | 谷川功          | 12.3%  |
| 第4話                                                          | 2006年7月27日 | 田舎にサイナラ!                       | 白石まみ 松田知子   | 谷川功          | 11.3%  |
| 第5話                                                          | 2006年8月03日 | 母にほめられたい                      | 白石まみ 松田知子   | 池添博          | 12.1%  |
| 第6話                                                          | 2006年8月10日 | 母の切ない気持ち                      | 栗本志津香          | 谷川功          | 10.4%  |
| 第7話                                                          | 2006年8月17日 | 思い出の線香花火                      | 秦建日子            | 秦建日子 森雅弘 | 10.7%  |
| 第8話                                                          | 2006年8月24日 | 母の愛情と嫁の涙                      | 酒井雅秋            | 森雅弘          | 12.5%  |
| 第9話                                                          | 2006年8月31日 | 涙のプロポーズ拒否 私は騙した女です!! | 白石まみ            | 谷川功          | 13.1%  |
| 第10話                                                         | 2006年9月07日 | さよなら、お母さん 家族を見守る桃の樹 | 栗本志津香 白石まみ | 山田勇人        | 11.6%  |
| 第11話                                                         | 2006年9月14日 | 最高の結婚式の日にお母さん、倒れる!   | 秦建日子            | 谷川功          | 11.2%  |
| 最終話                                                         | 2006年9月21日 | 女32歳! 災い転じて幸せわしづかみ!!    | 秦建日子            | 森雅弘          | 13.1%  |
| 平均視聴率 12.0%（視聴率はビデオリサーチ調べ、関東地区・世帯） |               |                                       |                     |                 |        |

- 初回は10分拡大放送（22:00 - 23:04）。

## 関連商品
DVD
- 花嫁は厄年ッ! DVD-BOX（2006年12月22日発売、TCエンタテインメント）

サウンドトラック
- TBS系ドラマ「花嫁は厄年ッ!」Original Soundtrack - SUITE Of "Unlucky Year for the Bride" - Presented by SUEMITSU & THE SUEMITH（2006年8月23日発売）

## エピソード
- 篠原涼子はTBS系の連続ドラマ初主演であり、矢部浩之はフジテレビ系連続ドラマ『天気予報の恋人』以来6年ぶりのドラマ出演となった。
- 篠原涼子と岩下志麻は2004年に放送されたフジテレビ系連続ドラマ『マザー&ラヴァー』で共演予定だったが、岩下志麻が急病で降板したため、このドラマが初共演となった。
- 脚本の秦建日子は、篠原涼子主演のフジテレビ系連続ドラマ『アンフェア』の原作者である。
- 安土農園は福島県にある桃農家との設定であるが実際は山梨県・塩山にある桃畑で撮影が行われた。
- 一郎は福島出身との設定だが、矢部自身が大阪弁しか話せないため、急遽3年間大阪に勤務していて大阪弁が染み付いたとの設定となった。
- ドラマ制作発表の段階では、タイトルは『花嫁はダミー!』だった。『ナインティナインのオールナイトニッポン』（NRN系・木曜25:00 - 27:00）では、ドラマタイトル変更前に旧タイトルでの告知も行なわれ、それをネタにしたコーナー化もされた。
- 矢部の相方である岡村隆史は、放送当日に番組を見たが、オープニングで笑顔で手を振る矢部に対する違和感から、他の番組にチャンネルを回したと同日に放送された『ナインティナインのオールナイトニッポン』で述べている。
- TBS系列局の無い秋田県では日本テレビ系列局の秋田放送で2009年に放送された。
- 2007年9月から、ハワイの地上波放送局KIKU-TVで英語字幕付で放送された。ハワイで放送された際の番組タイトルは『"The Pretend Bride"』（「花嫁のふりをした人物」の意）との当初のドラマタイトルに近い番組タイトルとなった。

## その他

### ロケ地
- 福島県 福島市（JR福島駅と阿武隈急行向瀬上駅のみ。果樹園や民家内のシーンは山梨や千葉であるために福島の文化、風俗とはまったく異なる。）
- 山梨県 甲府市・甲州市
- 千葉県 柏市
- 神奈川県 横浜市青葉区
- 東京都 港区・品川区
- 埼玉県 さいたま市中央区

### ドラマで使用されている車両
番組スポンサーは富士重工業が務めたが、劇中ではトヨタ自動車とダイハツ工業の車種が使用された。
- ランドクルーザープラド（3代目、120系）- 安土一郎の車
- ハイエース（4代目、H100系バン）- 竹富明子が福島へ向かうために使用した首都テレビの車
- タウンエース（3代目トラック）- 安土農園の作業車
- クラウン（10代目、S150系ハードトップ） - 安土一郎が福島へ来たときに使用したタクシー
- コロナ（タクシー仕様）（T140系）- 竹富明子が初めて福島を訪れたときに使用したタクシー。現実ではすでに淘汰されている車両
- ポルシェ・ボクスター - 高橋浩の車
- ダイハツ・ハイゼット（9代目トラック）- 安土幸恵が使用する車